# Ернест Томас Синтон Волтон
Ернест Томас Синтон Волтон (англ. Ernest Thomas Sinton Walton; 6 жовтня 1903 — 25 червня 1995) — ірландський фізик, лауреат Нобелівської премії з фізики 1951 року (спільно з Джоном Кокрофтом) за «роботи з трансмутації атомних ядер за допомогою штучно прискорених частинок»

## Ранні роки
Народився в сім'ї священника методистської церкви. Майже все своє дитинство провів в Ольстері. Через те, що в ті часи було прийнято, щоб родини священників переїжджали з місця на місце кожні 3 роки, навчався в декількох школах у графствах Доун і Тірон і в Дубліні.
З 1915 до 1921 року навчався в методистському коледжі Белфаста.
У 1922 році виграв стипендії і почав вивчати фізику і математику в Триніті-коледжі Дубліна, де отримав диплом бакалавра в 1926 році і магістерський диплом в 1927. За роки навчання в Триніті-коледжі отримав сім нагород за успіхи у вивченні фізики і математики. Після отримання диплома був прийнятий до аспірантури Кембриджського університету в Кавендіській лабораторії під керівництво Ернеста Резерфорда. Здобув ступінь доктора філософії в 1931 році і пропрацював дослідником в Кембриджі до 1934 року.

## Робота в Триніті Коледжі в Дубліні
Повернувся назад до Ірландії в 1934 р. і став членом факультету фізики Триніті коледжу в Дубліні. У 1946 був призначений професором з почесним званням професор натуральної та експериментальної філософії Триніті коледжу в Дубліні. Був чудовим лектором, умів подати складні питання фізики в простій і легкою для розуміння манері. Однак, можливості для проведення експериментальних досліджень в Дубліні були дуже обмежені.
Займався дослідженнями ефекту фосфоресценції в стеклах, вторинної електронної емісії з поверхні під впливом іонного бомбардування і розвитком методу радіовуглецевого датування та методів вимірювання радіоактивності (low level counting) тонких плівках на склі.

## Нагороди
У 1951 році Ернест Волтон і Джон Кокрофт отримали Нобелівську премію з фізики за свої «роботи з трансмутації атомних ядер за допомогою штучно прискорених частинок», простіше кажучи, за руйнування атомних ядер. На створеній ними установці вперше у світі в 1932 році було розщеплено ядро Li шляхом бомбардування його протонами і досліджено продукти реакції гелію. Практично одночасно такий самий експеримент вперше в СРСР було проведено в УФТІ.
Волтон і Кокрофт також отримали медаль Г'юза Королівського Товариства Лондона в 1938 р. У пізніші роки, особливо після відставки з поста професора в 1974 році Волтон отримав почесні ступені від безлічі університетів та інститутів світу.